# 臭化カドミウム
臭化カドミウム（しゅうかカドミウム、英 Cadmium bromide）はカドミウムの臭化物で、化学式CdBr2で表される。無水物、一水和物、四水和物があり、一般には四水和物が流通している。

## 性質
四水和物は風解性があり、36℃で一水和物に、200℃で無水物になる。不燃性だが、加熱により酸化カドミウムのフュームを生じる。毒物及び劇物取締法では劇物に分類されている。発癌性があり、吸入するとカドミウム中毒を起こすことがある。用途としては、写真用薬品やリトグラフ、エングレービングに用いられる。

## 参考資料
- 製品安全データシート（安全衛生情報センター）
- 毒物および劇物の事故時における応急措置に関する基準（滋賀県医務薬務課）